# Mîleatîn, Ostroh
Mîleatîn (în ucraineană Милятин) este o comună în raionul Ostroh, regiunea Rivne, Ucraina, formată numai din satul de reședință.

## Demografie
Componența lingvistică a comunei Mîleatîn
     Ucraineană (99,42%)
     Alte limbi (0,58%)
Conform recensământului din 2001, majoritatea populației comunei Mîleatîn era vorbitoare de ucraineană (99,42%), existând în minoritate și vorbitori de alte limbi.